# Ізобільне (Соль-Ілецький міський округ)
Ізобі́льне (рос. Изобильное) — село у складі Соль-Ілецького міського округу Оренбурзької області, Росія.

## Населення
Населення — 1283 особи (2010; 1433 у 2002).
Національний склад (станом на 2002 рік):
- росіяни — 62 %
- казахи — 35 %